# Tom & Jerry: Rotta su Marte
Tom & Jerry: Rotta su Marte (Tom and Jerry: Blast Off to Mars!) è un film d'animazione direct-to-video del 2005 scritto e diretto da Bill Kopp. Basato sulla serie di cortometraggi animati Tom & Jerry e prodotto da Warner Bros. Animation e Turner Entertainment (con l'animazione realizzata dallo studio filippino Toon City), il film uscì negli Stati Uniti d'America il 18 gennaio 2005. È il primo lungometraggio di Tom & Jerry ad essere stato prodotto nel formato panoramico 16:9, oltre che la prima opera del franchise prodotta dopo la morte di William Hanna.

## Trama
Durante uno dei loro inseguimenti, Tom il gatto e Jerry il topo arrivano al "Centro spaziale internazionale". Lì il comandante Bristle sta annunciando una missione per smentire l'esistenza delle forme di vita su Marte, dove si recheranno gli astronauti Biff Buzzard e Buzz Blister. Tom e Jerry interrompono il discorso, e Tom viene cacciato via. Jerry però causa un'esplosione bagnando del cibo disidratato, così il personale è costretto a richiamare Tom e incaricarlo di eliminare il topo. Durante l'inseguimento, però, Tom e Jerry arrivano sul razzo in partenza per Marte. Nonostante i problemi causati dai due, Buzzard e Blister atterrano su Marte ignari della loro presenza. Poco dopo i due astronauti ripartono, lasciando Tom e Jerry sul pianeta. I due scoprono un gigantesco monolite nero, che Jerry fa cadere addosso a Tom. Mentre Tom è sotto il monolite, Jerry viene scoperto da un gruppo di marziani (omini verdi della dimensione del topo). Mentre i marziani si convincono che Jerry sia il "Grande Gloop", una figura delle loro profezie, la femmina Peep (invaghitasi di lui) è molto scettica. Tuttavia Jerry viene portato dal re marziano. Nel frattempo Tom si libera del monolite e si dirige verso la città, che distrugge a causa delle sue dimensioni.
Tom viene quindi condannato a morte, e Jerry è incaricato della sua esecuzione. In quel momento arriva uno scienziato marziano e rivela al re di Marte la vera natura di Tom e Jerry. I due "amici" vengono quindi salvati da Peep, che si fidava di Jerry fin dall'inizio. Mentre i marziani, per rappresaglia, preparano l'invasione della Terra, Tom, Jerry e Peep rubano un disco volante e si dirigono verso il pianeta azzurro per avvertire i terrestri. Arrivato sulla Terra, il trio riesce a sventare l'attacco dei dischi volanti, ma viene messo in difficoltà dall'Arma indistruttibile (usata come scorta d'emergenza), un gigantesco robot dotato di un aspirapolvere che risucchia tutto e tutti. Fortunatamente Jerry e Peep riescono a salvare le persone risucchiate. Intanto il topo usa un osso per attirare Spike all'interno del robot. Il cane crea scompiglio nel robot e lo disattiva, non riuscendo però a salvare il suo osso. Tom e Jerry vengono così ringraziati dal Presidente degli Stati Uniti d'America (caricatura di Arnold Schwarzenegger) e premiati con una Hummer. Prima che possano salirci, essa viene però distrutta dall'Arma indistruttibile, ora guidata da Spike (arrabbiato per la distruzione dell'osso). Peep arriva con il disco volante e salva Jerry, ma non Tom, che continua ad essere inseguito dal robot. I due astronauti, per aver detto che non c'è vita su Marte, ora devono pulire tutto il disastro causato dai marziani. Mentre litigano, non vedono Tom che viene ancora inseguito da Spike.

## Doppiaggio
| Personaggio         | Doppiatore originale | Doppiatore italiano |
| ------------------- | -------------------- | ------------------- |
| Dottor Gluckman     | Jeff Bennett         | Dante Biagioni      |
| Scienziato marziano | Corey Burton         | Sergio Lucchetti    |
| Peep                | Kathryn Fiore        | Rachele Paolelli    |
| Comandante Bristle  | Brad Garrett         | Michele Kalamera    |
| Buzz Blister        | Jess Harnell         | Gianluca Machelli   |
| Grob                | Tom Kenny            | Roberto Stocchi     |
| Tom                 | Bill Kopp            |                     |
| Computer            | Rob Paulsen          |                     |
| Spike               | Frank Welker         |                     |
| Biff Buzzard        | Billy West           | Saverio Indrio      |

## Edizioni home video

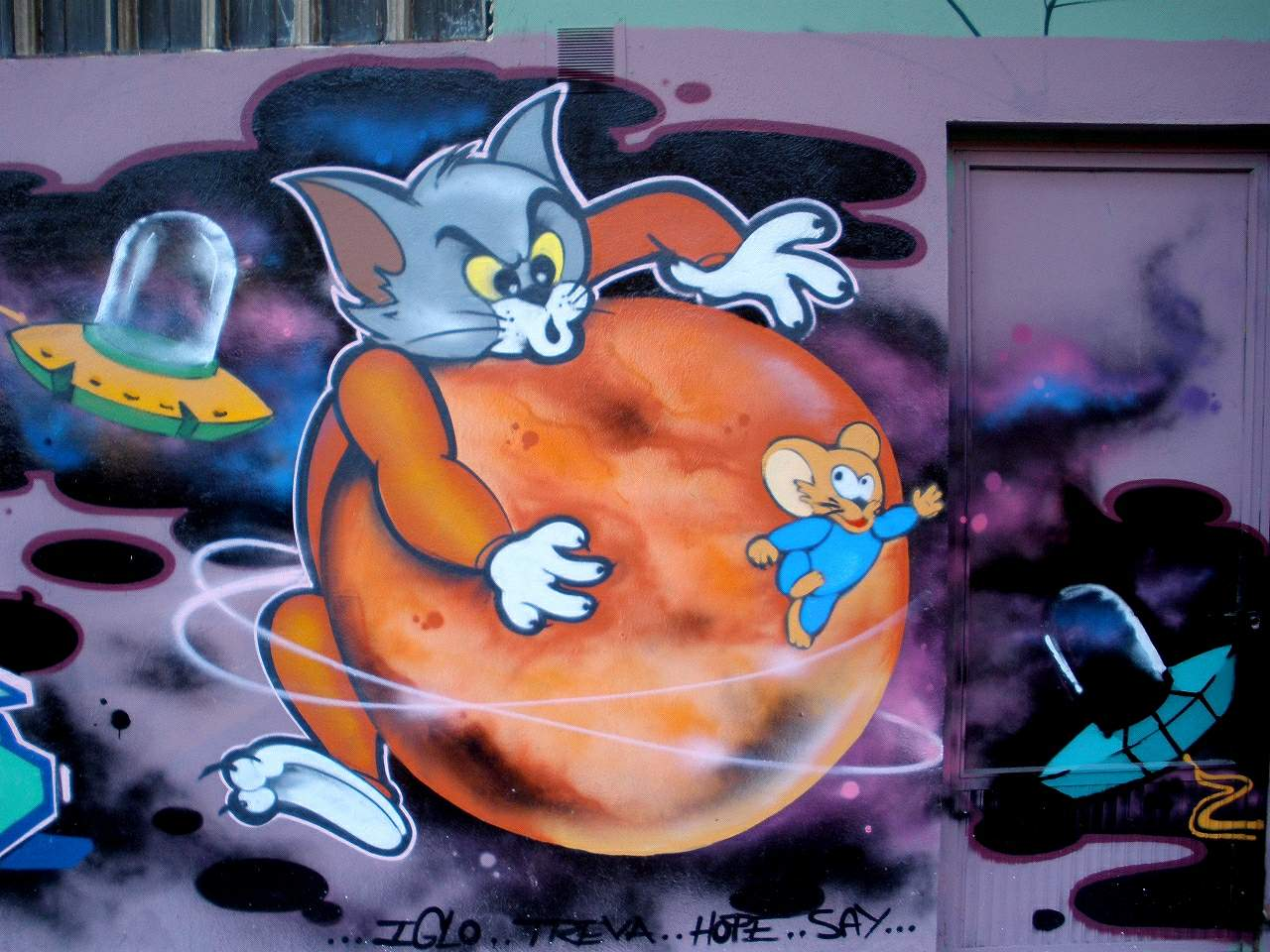
Murale raffigurante la copertina del DVD

Il film uscì in America del Nord in VHS e DVD-Video il 18 gennaio 2005. Il DVD include come extra un breve documentario, un dietro le quinte del processo di animazione e un making of promozionale. L'edizione italiana uscì solo in DVD il 7 settembre; il disco include gli stessi extra dell'edizione nordamericana tranne il documentario. Il 16 ottobre 2012 il film fu distribuito in Blu-ray Disc in America del Nord, con gli stessi extra del DVD.